# Cas dels ERO d'Andalusia
El cas dels ERO d'Andalusia també anomenat escàndol dels ERO d'Andalusia, també conegut com a ERE gate o Cas del fons de rèptils, és una presumpta xarxa de corrupció política vinculada a la Junta d'Andalusia. L'origen de l'escàndol està en la recerca, actualment en curs, del cas de corrupció en l'empresa sevillana Mercasevilla, en la qual es van detectar prejubilacions aparentment fraudulentes.

## Investigació
La investigació del cas ha estat duta a terme pel jutjat d'instrucció número 6 de Sevilla, dirigit per la jutgessa Mercedes Alaya, i pel Tribunal de Comptes de l'Estat. És de ressaltar que la mateixa Junta d'Andalusia és acusació particular en el cas, cosa rara en la praxi política institucional. La jutge va imputar els expresidents José Antonio Griñán i Manuel Cháves.
L'any 2001, la Junta d'Andalusia, presidida per Manuel Chaves, va iniciar un procediment per donar suport econòmic a empreses amb problemes, que es veien obligades a presentar expedients de regulació d'ocupació per realitzar prejubilacions o acomiadaments, i als treballadors afectats per aquests ERE. Fins a l'any 2011 aquest fons havia estat dotat amb 721 milions d'euros, i per a la seva finalització, hauria de ser ampliat fins a la xifra d'1,217 milions. La Junta afirma que el procediment és legal, encara que el Partit Popular i alguns mitjans de comunicació ho neguen, i afirmen que el fons i la utilització de tots els diners del que disposava és irregular.
La recerca portada per la jutgessa Alaya i la Guàrdia Civil ha demostrat que existien greus deficiències en la gestió de les ajudes als ERE, ja que, a compte del "fons de rèptils" es van concedir:
- Prejubilacions irregulars, pagades a persones que mai havien treballat en les empreses afectades. (12,3 milions d'euros)
- Subvencions a empreses que no estaven presentant un ERE, i fins i tot a persones que no van arribar a crear cap empresa. (73,8 milions d'euros)
- Comissions molt per sobre del valor de mercat a intermediaris entre la Junta i els treballadors: asseguradores, consultores, bufets d'advocats i sindicalistes. (Entre 50 i 68 milions)

El total del frau podria sumar, almenys, 136 milions d'euros. Endemés, la jutgessa no descarta el pagament de suborns a càrrecs polítics de la Junta per part dels comissionistes.

## Terminologia
L'expressió «fons de rèptils» procedeix de l'època de la unificació d'Alemanya. El canceller Otto von Bismarck disposava de fons robats en les guerres als seus enemics. Amb aquells fons finançava propaganda al seu favor i silenciava els seus crítics (a qui anomenava rèptils). La premsa utilitza aquest terme per a referir-se a l'ús, presumptament fraudulent per part del PSOE, dels fons de diners públics destinats a prejubilacions, després que utilitzés aquest terme per primera vegada Francisco Javier Guerrero Benítez, exdirector general de Treball de la Conselleria d'Ocupació de la Junta d'Andalusia. També s'empra aquest terme per als fons secrets que la policia empra, presumptament, a pagar a delators.

## Descripció del frau

### El cas Mercasevilla
El cas dels ERE va tenir el seu origen en el cas Mercasevilla, un cas d'extorsió. L'empresa Grup La Raza, que anava a obrir una escola d'hostaleria a terrenys de Mercasevilla, va rebre-hi una subvenció de 900.000 euros de la Junta d'Andalusia. L'empresari es va veure sorprès per dues persones que li exigien la meitat de la subvenció, a canvi de garantir-li posteriorment una subvenció per a donar cursos de formació. L'exdelegat provincial d'Ocupació de la Junta d'Andalusia, Antonio Rivas, ha estat condemnat per aquest cas, així com dos exdirectors de Mercasevilla (vegeu "Personatges públics implicats").
En recerca del cas Mercasevilla duta a terme per la jutge Mercedes Alaya, es va detectar que un militant del PSOE d'Andalusia resident a Baeza havia estat inclòs en un ERE de Mercasevilla sense haver treballat mai per a aquesta empresa. El posterior descobriment de més prejubilats falsos va convertir el cas Mercasevilla en el cas dels ERE.

### Falsos prejubilats
Des de l'any 2000 fins a l'actualitat, la Junta d'Andalusia ha subvencionat prejubilacions a 68 empreses que es van acollir als plans governamentals d'ocupació. El total del fons destinat a ajudar a aquestes empreses durant aquest període, l'anomenat fons de rèptils, va ascendir a 647.869.157,45 euros, dels quals 560 milions es van utilitzar per pagar les prejubilacions dels ERE, i els 87 milions restants van tenir la fi de recolzar processos de reestructuració d'empreses en crisi.
La prejubilació és una fórmula de finalització de contractes laborals, utilitzada per acord entre les empreses, els treballadors i si escau l'Administració, si participa en el finançament d'aquestes. Malgrat ser una fórmula que per si mateixa no constitueix una il·legalitat (de fet, la pràctica de la prejubilació està àmpliament estesa en les empreses espanyoles), en aquest cas el seu ús està qüestionat per la Policia Judicial.
El frau es produeix en la inclusió de falsos prejubilats als expedients de regulació d'ocupació de les empreses beneficiades del fons. La recerca interna ha detectat 183 prejubilacions irregulars en un total de 5.982 casos analitzats, la qual cosa suposa el 3,06% del total, en 42 de les 68 empreses beneficiades del fons. De les 183 irregularitats, 111 corresponen a treballadors que cobraven una prejubilació major que la que els correspondria, i 72 eren persones infiltrades que mai van treballar en aquestes empreses. Entre els prejubilats irregulars, es van trobar vuit militants del PSOE, que foren expulsats del partit immediatament després descobrir-se els EREs. També es va descobrir un militant del Partit Popular entre els presumptes casos irregulars. La resta de prejubilacions no presentava cap anomalia.
Amb tots els expedients analitzats, la recerca de la Conselleria d'Ocupació, enviada a la jutgessa del cas, ha calculat que l'1,12% del fons, és a dir, aproximadament nou milions d'euros, van acabar en les falses prejubilacions esmentades. La resta hauria anat a finançar les prejubilacions restants que no presentaven anomalies; no obstant això, l'oposició del Partit Popular no creu en les dades de la Conselleria de la mateixa Junta (que està implicada en la trama) i ha afirmat sovint que la totalitat del fons s'ha utilitzat de forma fraudulenta. El principal partit de l'oposició també estima que hi ha 190 ERO ja finalitzats que no han estat investigats i en els quals podria haver-hi prejubilats falsos, igual que en els ERO analitzats per la Junta.

### Ajudes fraudulentes a empreses
Les subvencions per a empreses en crisis van ascendir a 85 milions d'euros. Eren gestionades pel director general d'Ocupació de la Junta d'Andalusia, Francisco Javier Guerrero Benítez, d'una forma totalment discrecional i arbitrària, sense cap mena de tràmit ni control governamental o parlamentari. Guerrero va arribar a autoritzar peticions d'ajudes que li arribaven en un pòstit. La recerca de la jutgessa Mercedes Alaya ha donat a conèixer que Guerrero va atorgar 887 subvencions de forma irregular. Davant aquestes dades, la jutgessa va decretar l'ingrés de Guerrero a la presó.
Més de la meitat d'aquestes subvencions (50 milions d'euros) van tenir com a destinació municipis de la Sierra Norte de Sevilla els alcaldes de la qual eren del PSOE. Entre els imputats per aquest frau està Ángel Rodríguez de la Borbolla, alcalde de Cazalla de la Sierra, germà de l'ex-president andalús José Rodríguez de la Borbolla i accionista de tres empreses que van rebre més de 6 milions d'euros del "fons de rèptils".
Juan Francisco Trujillo, xofer del mateix director general d'Ocupació Francisco Javier Guerrero, va acusar-lo davant la Guàrdia Civil d'haver-se autoritzat a si mateix i a ell ajudes per valor d'un milió i mig d'euros, amb la finalitat de constituir dues empreses i una granja de pollastres a la Sierra Norte de Sevilla. El xofer de Guerrero va anunciar davant els mitjans que amb aquests diners no es va formar cap empresa, sinó que va ser gastat en cocaïna, copes i prostitució. Igualment, Trujillo també va afirmar que subornava Guerrero per aconseguir més subvencions.

## El mètode de recerca
La Conselleria d'Ocupació de la Junta d'Andalusia està col·laborant amb la jutgessa del cas en la recerca de les irregularitats dels ERO. A principis de març del mateix any el cas es va elevar a la fiscalia anticorrupció, afirmant el Fiscal General de l'Estat Conde-Pumpido que analitzaria la documentació exhaustivament i arribaria "fins al final".
La jutgessa que investiga el frau està casada amb Jorge Castro, que va treballar com a auditor de l'empresa Mercasevilla. Una denúncia contra aquesta empresa va ser l'origen de la causa. El fet que el marit de la jutgessa Alaya treballés per a ella ha servit de base perquè un advocat hagi presentat un escrit davant la jutgessa perquè aquesta aclareixi la "presumpta lògica animadversió" entre el seu marit i Mellet, el director de l'empresa investigada, que fou precisament qui va acomiadar al seu marit per una negligència continuada en l'exercici d'auditoria, detectada per una auditora externa encarregada precisament per Mellet, descontent amb la situació que va trobar en ser nomenat per al càrrec. Aquest advocat va preguntar a la instructora si ella havia rebut "assessorament tècnic extraprocessal" que pogués haver-li fet perdre la seva imparcialitat com a instructora de la causa. Alaya va refusar fer declaracions per a aquesta informació.
El 16 de març de 2011 la jutgessa Mercedes Alaya va admetre la presentació de la Junta d'Andalusia com a acusació particular en el cas. Tant la consellera de la Presidència, Mar Moreno, com el titular d'Ocupació, Manuel Recio, van comparèixer per fer constar la seva intenció de recuperar tots els diners que s'hagi pagat en les prejubilacions falses o irregulars denunciades.

### Comissió d'investigació parlamentària
Des de febrer de 2011 fins a juny de 2012, el Parlament d'Andalusia va rebutjar sistemàticament la creació d'una comissió d'investigació pels ERO mentre el PSOE-A va tenir la majoria absoluta del ple. El Partit Socialista va defensar el model utilitzat de recerca interna i assistència a la jutgessa i argumenta que l'establiment d'una comissió faria la recerca més llarga i enutjosa. Per la seva banda, els altres dos partits de la cambra autonòmica, el Partit Popular i Esquerra Unida, sospiten que la negativa del PSOE a crear la comissió parlamentària es deu al fet que el mateix president de la Junta, José Antonio Griñán, estaria immers en la trama corrupta i els seus companys de partit tracten d'encobrir-lo. Els dos partits opositors tenen intenció de seguir demanant la creació d'aquesta comissió d'investigació i en el cas del Partit Popular, el seu portaveu Javier Arenas ja ha demanat la dimissió del president autonòmic. Griñán ha contestat a aquestes peticions afirmat que ni ell ni cap dels actuals parlamentaris socialistes està implicat en la trama dels ERO irregulars.
Finalment al juny de 2012 el Parlament va crear aquesta comissió, en ser una de les condicions d'Esquerra Unida en el seu pacte amb el PSOE després de les eleccions autonòmiques. El vicepresident del Parlament, Ignacio García Rodríguez, serà el president d'aquesta comissió de recerca en la qual compareixerà a petició pròpia el president autonòmic, José Antonio Griñán.
La comissió va finalitzar el 28 de novembre de 2012. En un parlament sense majoria absoluta i amb cada formació recolzant únicament les seves tesis, els treballs es van tancar sense aprovar cap resolució sobre el cas. No va haver-hi acord entre les forces polítiques: el PSOE només exigia responsabilitats polítiques al director general d'Ocupació, Francisco Javier Guerrero; IU, als exconsellers Antonio Fernández i José Antonio Viera; mentre el PP elevava la culpabilitat fins al cim de la Junta d'Andalusia, en les figures dels presidents autonòmics Manuel Chaves i José Antonio Griñán.

## Personatges públics implicats

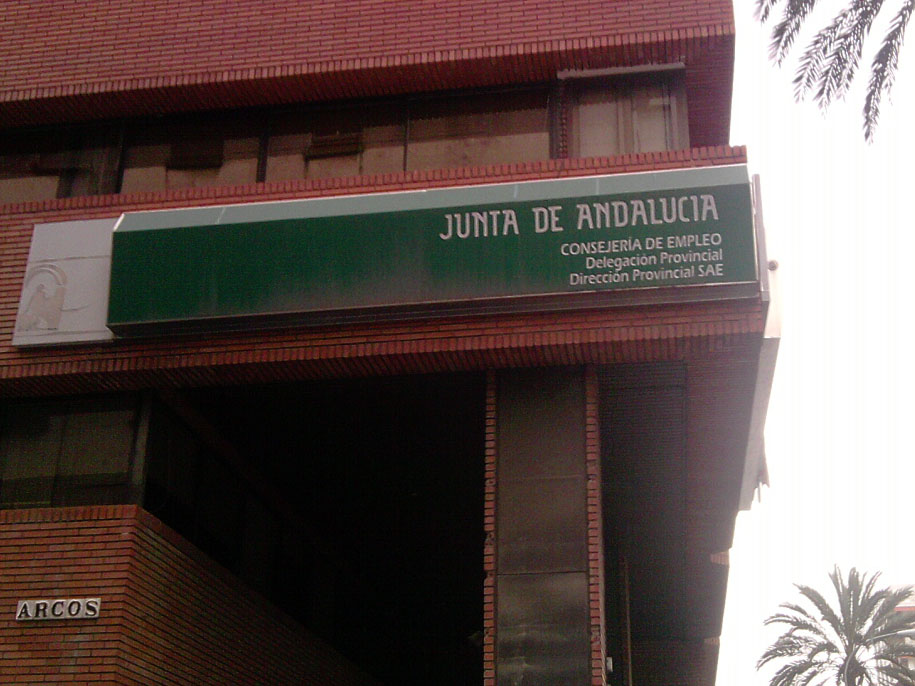
La delegació d'Ocupació de la província de Sevilla, dirigida per Antonio Rivas, és considerat l'epicentre d'aquest cas de corrupció.

La Fiscalia sol·licità una pena d'inhabilitació de 21 mesos i una multa de 900.000 euros per Antonio Rivas, exdelegat d'Ocupació a la província de Sevilla i considerat com el director de la presumpta trama. Rivas ja ha dimitit del seu càrrec. El Partit Popular s'ha presentat com a acusació particular contra Rivas i el director de Mercasevilla, per a qui demana penes d'un any de presó, 13 anys d'inhabilitació i multes de 3,6 milions d'euros. El 6 de novembre de 2012, Antonio Rivas, Fernando Mellet (director de Mercasevilla) i Daniel Ponce (sotsdirector) van ser condemnats a 21 mesos d'inhabilitació i multes de 600.000 euros; si no abonen aquestes sancions, s'enfrontarien a 12 mesos de presó.
De les presumptes prejubilacions fraudulentes oposades en el "fons de rèptils", probablement la més destacada sigui la d'Antonio Fernández García, exconseller d'Ocupació de la Junta durant la major part de la realització de la trama. Fernández, inclòs en l'ERO de l'empresa vinícola González Byass, figurava en aquest expedient com a treballador de l'empresa des del dia del seu naixement. El 14 de març de 2011 Fernández va ser imputat per tres delictes: malversació de cabals públics, prevaricació i tràfic d'influències.
Un altre cas amb gran repercussió és el de Francisco Rodríguez Donaire, exalcalde i actual conseller socialista de l'ajuntament de Valverde del Camino (província de Huelva). Durant un temps va treballar com a administratiu a Minas de Riotinto, empresa beneficiada del fons, però en l'ERO d'aquesta empresa, Rodríguez Donaire figurava com a miner, amb una prejubilació molt més elevada que la que li hauria correspost amb la seva autèntica ocupació (administratiu). Rodríguez Donaire assegura que mai va percebre cap prejubilació en ser incompatible amb el seu sou de regidor.
Ramón Polo, militant del Partit Popular i exregidor de La Carolina (Jaén), és un altre dels càrrecs polítics trobats entre els prejubilats irregulars dels ERO. Polo figurava com a prejubilat a l'ERO de l'empresa Gres de Vilches, on només havia treballat 170 dies. El portaveu del PSOE al Parlament d'Andalusia, Mario Jiménez, va comparèixer en conèixer aquest cas, demanant explicacions de com un empleat d'aquesta empresa va poder prejubilar-se amb tan pocs dies de servei. El president del PP de la província de Jaén, José Enrique Fernández de Moya, va respondre immediatament a les paraules de Mario Jiménez, afirmant que la inclusió de Ramón Polo a l'ERO de Gres de Vilches és una argúcia del PSOE.
Cristina Ruiz, candidata inclosa en la llista del PP a l'alcaldia de Còrdova va aconseguir que el seu pare fos assegurat en un ERO per a una empresa en la que mai va treballar, i, com a gerent de PROMI, una empresa especialitzada en l'atenció a minusvàlids, va participar en un ERO en el que es van colar 18 "intrusos".
El 7 d'abril de 2011, el tinent d'alcalde de Sevilla, Antonio Rodrigo Torrijos, d'Esquerra Unida, va ser imputat per participar en la venda del sòl de Mercasevilla (una de les empreses on es van detectar irregularitats) que els denunciants van estimar fraudulenta, ja que el preu fixat va ser inferior als de mercat de llavors, perquè els Habitatges protegits que pensaven construir-hi resultessin més barats que els preus de mercat, la qual cosa va ser aprovada per unanimitat pel Consell d'Administració de Mercasevilla, inclosos els vots del Partit Popular. Malgrat aquesta acusació, Torrijos es va presentar com a candidat d'IU a l'alcaldia de Sevilla a les eleccions del 22 de maig i va ser escollit regidor. El Partit Andalusista, que no té representació a l'Ajuntament de Sevilla, va sol·licitar la seva renúncia. En aquesta mateixa causa també està sent investigada l'empresa Construccions Juan de Robles, propietat de la família de Fátima Báñez, ministra d'Ocupació del Govern d'Espanya. El 2 de juliol de 2013, la jutgessa Alaya imputa en el cas a l'exministra Magdalena Álvarez, que fou Consellera d'Economia i Hisenda de la Junta d'Andalusia entre els anys 1994-2004, amb 20 altres ex-alts càrrecs de la Junta, qualificant aquest pas com un dels més importants després de 2 anys de fructuosa recerca.
Al desembre de 2011 l'ex-jugador de futbol basc, Pizo Gómez, va ser acusat de cobrar un xec de 460.742 € al seu nom per impartir la seva empresa, "Cenforpre", uns cursos de Prevenció de riscos laborals.
Álvaro, fill de José María Ruiz-Mateos, tenia una pòlissa al seu nom per valor de 2,4 milions d'euros, en lloc de tenir-la a nom de l'Empresa Dhul.
També està imputat Manuel Olivencia, sogre del candidat a la presidència de la Junta d'Andalusia, Javier Arenas, ja que el seu bufet d'advocats va assessorar legalment i va gestionar aquests expedients de regulació d'ocupació amb prejubilacions. Olivencia va percebre 120.000 euros del "fons de rèptils".
L'ex-parlamentari del PSOE-A Ramón Díaz va ser imputat el 20 de juny de 2012. Se li atribueix una activa participació en la inclusió de falsos prejubilats als ERO de tres empreses.

## Repercussions
L'11 de març de 2011, Carmen Martínez Aguayo, exconsellera d'Economia i Hisenda, va reconèixer que, quan era viceconsellera del ram, no va parar esment als informes de la Intervenció General de la Conselleria dels anys 2005, 2006 i 2007, on s'avisava que el mètode utilitzat en l'elaboració dels ERO no era el més apropiat i que el seu ús podria permetre la inscripció de falsos treballadors. Segons la seva declaració, va ignorar aquests informes en considerar que no suposaven un advertiment important i, malgrat que la llei li obligava a fer-ho, no va informar-ne a l'aleshores conseller i actual president de la Junta, José Antonio Griñán. Tant el Partido Popular com Izquierda Unida han sol·licitat la destitució de Martínez Aguayo. El PP acusa la consellera de fer de "tallafocs" per a protegir el president autonòmic i coincideix que ella no coneixia el treball de la Intervenció General, però no per les causes que argumenta, sinó perquè els informes van haver de ser lliurats directament a José Antonio Griñán, i que tant ell com el llavors president de la Junta, Manuel Chaves, eren conscients del risc que podria suposar el procediment utilitzat per concedir les prejubilacions i així i tot no van fer res per evitar-ho.
En una entrevista al diari El Mundo Griñán admet que la Intervenció va advertir sobre l'ús defectuós del fons dels ERO, però no va informar que aquests defectes eren constituents de delictes de frau. Carmen Martínez Aguayo, per la seva banda, va assenyalar que la responsabilitat política del cas recau en els exconsellers d'Ocupació, Viera i Fernández. Això significava desmarcar-se de la posició que el seu partit va defensar en la comissió d'investigació de 2012. Esquerra Unida, soci de govern del PSOE, entén que la jutgessa Mercedes Alaya no hagi imputat a l'exconseller José Antonio Viera, doncs això li suposaria deixar la instrucció d'aquest cas en mans del Tribunal Suprem d'Espanya, en ser Viera diputat del Congrés i per tant, aforat. El Partit Popular, per la seva banda, assenyala Chaves com la persona clau d'aquest escàndol de corrupció, després que es conegués que l'expresident andalús va participar personalment en la negociació de set ERO presentats per l'empresa malaguenya A Novo Comlink, en la que es van trobar 42 prejubilats falsos.
Amb aquests arguments, el sotssecretari general de Comunicació del PP, Esteban González Pons, ha demanat també la dimissió de Griñán i Chaves -que va ser ministre de Política Territorial i vicepresident segon del Govern d'Espanya- i ha anunciat que presentarà una querella contra ells. La secretària d'organització del PSOE-A, Susana Díaz, va defensar l'actuació de Martínez Aguayo i la col·laboració que presta el seu partit a la Justícia, i acusant al Partit Popular de "perseguir" als socialistes mentre no combaten la corrupció del seu propi partit, en clara al·lusió al cas Gürtel.
Posteriorment, el 17 de març de 2011, el president andalús, José Antonio Griñán, es va pronunciar en la sessió de control al Govern per donar suport a la declaració de la consellera Martínez Aguayo, donant a conèixer que mai va ser informat sobre la falta de seguretat del "fons de rèptils" demostrada fet i fet amb l'aparició d'intrusos als EROs. El Partit Popular i Esquerra Unida han tornat a exigir la destitució de la consellera per faltar a les seves obligacions i aquesta última formació també ha sol·licitat la celebració d'eleccions anticipades. Griñán va contestar afirmant que esgotaria la legislatura al març de 2012 i es convocaren eleccions el 25 de març de 2012.
El 30 de març de 2011 la jutgessa Mercedes Alaya va sol·licitar les actes de totes les reunions del Consell de Govern de la Junta dels últims deu anys, per comprovar si en realitat l'executiu autonòmic no era conscient de les irregularitats que s'estaven materialitzant en els pagaments de les prejubilacions. Al principi, la Junta es va negar al·legant que les actes de les seves reunions són secretes i la jutgessa no tenia competències per conèixer el seu contingut, encara que posteriorment va accedir a remetre les actes en sobres lacrats i sempre amb la condició que el seu contingut no sigui revelat al públic.
L'1 d'abril de 2011, el Parlament d'Andalusia va rebutjar una proposició no de llei del Partit Popular per reprovar l'actuació dels consellers d'Ocupació, Manuel Recio, i Hisenda, Carmen Martínez Aguayo, durant l'escàndol dels ERO. Només van donar suport a la moció els diputats del PP (47 vots). El PSOE, amb la seva majoria absoluta de 56 escons, va bloquejar la iniciativa. Els sis diputats d'Esquerra Unida es van abstenir, la qual cosa va provocar una forta discussió entre els portaveus d'aquesta coalició i del PP.
El 5 d'abril de 2011 el Parlament andalús va aprovar per unanimitat una petició perquè la Cambra de Comptes d'Andalusia realitzés un informe integral sobre totes les ajudes concedides als treballadors de les empreses beneficiades del "fons de rèptils". El 22 de juny, un mes i mig després, la Cambra de Comptes va iniciar la redacció d'aquest informe. Davant aquesta tardança, el PP i el PSOE s'acusen mútuament de ser els culpables dels retards. El 3 de juliol, el Tribunal de Comptes de l'Estat admet a tràmit una denúncia del Partit Popular i inicia una recerca paral·lela sobre els ERO irregulars, en entendre que existeix "un perjudici als fons públics".
El 2 d'agost de 2011 un jutjat de Sevilla va sentenciar 16 prejubilats irregulars de Mercasevilla a retornar els diners públics rebuts als ERO d'aquesta empresa.

## Imputats
El dissabte 10 de març de 2012 la jutgessa Mercedes Alaya ordena l'ingrés a la presó provisional, comunicada i sense fiança del que fos director general de Treball i Seguretat Social de la Junta d'Andalusia durant nou anys, Francisco Javier Guerrero Benítez, ja que entén que existeix risc de fugida. Guerrero es converteix en el primer dels vora 50 imputats que va a la presó pel desviament fraudulent de 136 milions d'euros.
Magdalena Álvarez va declarar el 8 d'octubre de 2013 com a imputada pel cas dels ERO d'Andalusia per presumptes delictes de prevaricació i valversació. Tanmateix, l'Audiència de Sevilla va revocar parcialment el dia 25 la decisió de la jutge que instrueix el cas d'imputar l'exministra i li va ordenar que expliqués millor la seva acusació. Així va ser com Magdalena Álvarez va tornar a declarar el 7 de novembre com a imputada.

## Sentències
En 30 de maig de 2019, l'audiència de Sevilla va condemnar Javier Guerrero i Juan Márquez a cinc anys i tres mesos de presó, en relació amb els pagaments realitzats per la Conselleria d'Ocupació durant set anys, entre 2003 i 2010, per la contractació per l'empresa Umax Informàtica i Consultoria.
En 12 de novembre de 2019, l'audiència de Sevilla va condemnar Antonio Fernández i Francisco Javier Guerrero a 7 anys, 11 mesos i 1 dia de presó pels delictes continuats de malversació i prevaricació. José Antonio Griñán, exconseller d'Economia i expresident de la Junta d'Andalusia fou condemnat per delicte continuat de malversació i prevaricació a 6 anys i dos dies de presó i inhabilitació absoluta per 15 anys i dos dies. El també expresident, Manuel Chaves, fou condemnat a 9 anys d'inhabilitació per delicte continuat de prevaricació.
Javier Aguado i Juan Francisco Sánchez, exsecretaris generals han estat condemnats a 9 anys d'inhabilitació per prevaricació, i Lourdes Medina i Jacinto Cañete foren condemnats a 8 anys, 6 mesos i un dia d'inhabilitació, mentre que Manuel Gómez i Francisco del Rio foren absolts.